# Real Life Superhero

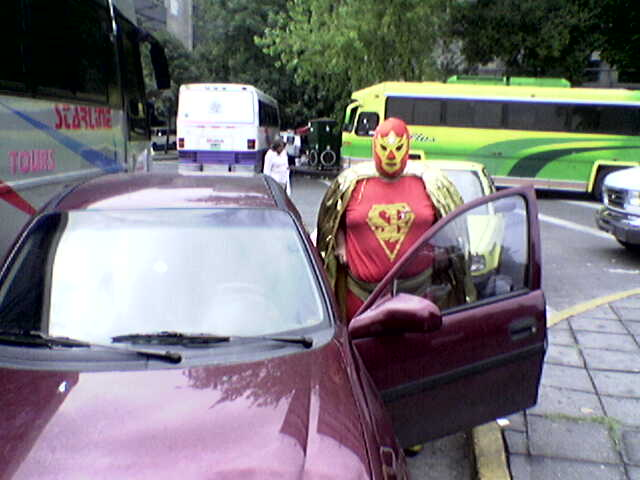
Mexikanischer Real Life Superhero Superbarrio Gómez ist in Mexiko-Stadt unterwegs

Ein Real Life Superhero ist jemand, der versucht ein Superheld im realen Leben zu sein. Real Life Superheros tragen Namen und Kostüme, die denen der „richtigen“ Superhelden nachempfunden sind. Ähnlich wie diese schließen sich auch manche Real Life Superheros zu Superheldengruppen zusammen. Entstanden ist die Idee des Real Life Superheros, wie auch die der „richtigen“ Superhelden, in den USA.

## Tätigkeit
Real Life Superheros tun das, was ein Superheld im realen Leben tun kann. Dazu gehört u. a. Alten und Behinderten über die Straße, beim Ein- und Aussteigen in Fahrzeuge und beim Tragen von schweren Sachen helfen, Parks reinigen, Obdachlose mit Essen, Trinken und warmer Kleidung versorgen, verirrten Leuten den Weg zeigen, Schlägereien beenden und Verletzten helfen. Laut Aussage eines Real Life Superheros kann man die Tätigkeit der Real Life Superheros mit der von Pfadfindern vergleichen, mit dem Unterschied, dass Real Life Superheros schrillere Kostüme tragen.

## Konflikte mit Gesetzeshütern
In der Regel werden die Real Life Superheros von Seiten der Polizei und Staatsbeamten in den USA relativ negativ bewertet. Diese erheben häufig den Vorwurf der Selbstjustiz (Vigilantismus), wenn sich die verkleideten Bürger anmaßen, ob gut gemeint oder nicht, Aufgaben der Polizei zu übernehmen. Aus Japan und Russland gibt es ähnliche Klagen.

## Filme
Filme, die sich mit Superhelden im realen Leben auseinandersetzen:
- 1980: Ein wahrer Held
- 1981: Condorman
- 1994: Blankman
- 1999: Mystery Men
- 2007: Mirageman Kicks Ass (Mirageman)
- 2009: Defendor
- 2010: Kick-Ass
- 2010: Super – Shut Up, Crime! (Super)
- 2011: Superheroes (Dokumentarfilm)
- 2013: Kick-Ass 2

## Serien
- 2012: Navy CIS S9, F15 Heroes